# Antoni Fort Mayor
Antoni Fort Mayor (Beniopa, 1990), també conegut com a Pollet, és un saxofonista, flautista, percussionista i productor musical valencià, membre del grupo ZOO.
Amb Sandra Monfort va formar el grup del folk fusió Xaluq, publicant en 2016 el seu únic disc Empelt. S'incorpora al grup ZOO com saxofonista en el disc Raval (2017). En 2023 va produir el disc Redemption del grup de hip-hop Rawpublik.